# Civitavecchia
Civitavecchia és un municipi italià, situat a la regió del Laci i a la ciutat metropolitana de Roma Capital. L'any 2006 tenia 51.372 habitants.

## Personatges il·lustres
- Alessandro Cialdi (1807 - 1882), enginyer i comandant general de la marina pontifical.